# خوسيه غريغوريو فاليرا
خوسيه غريغوريو فاليرا (بالإسبانية: José Gregorio Valera) (و. – م) هو سياسي من فنزويلا .